# Eagle Aircraft 150
Die Eagle Aircraft 150 ist ein Sportflugzeug des australischen Herstellers Eagle Aircraft.

## Geschichte und Konstruktion
Die Eagle 150 ist ein zweisitziges Sport- und Schulflugzeug, das vollständig aus Verbundmaterial hergestellt ist. Die Eagle weist ein spezielles Tragflächendesign auf, das aus etwa ein Drittel schmaleren Tragflächen unter dem Motor vor dem Cockpit und Haupttragflächen hinter dem Cockpit oben besteht, jedoch ist die Eagle kein Doppeldecker im üblichen Sinn. Durch diese einzigartige Vorflügelkonstruktion weist die Eagle eine außergewöhnliche Wendigkeit auf. Darüber hinaus verfügt die Maschine über ein konventionelles Leitwerk und ein nicht einziehbares Bugradfahrwerk. Die Eagle 150A flog erstmals im März 1988. Nach 15 gebauten Maschinen wurde auf die verbesserte Eagle 150B umgestellt. Die Fertigungsrechte gingen zwischenzeitlich auf das malaiische Unternehmen Composites Technology Research Malaysia über.
Eine Weiterentwicklung des Flugzeugs als UAV läuft bereits an. Die malaysische Regierung kaufte drei Stück der als Eagle ARV benannten Maschine.

## Technische Daten

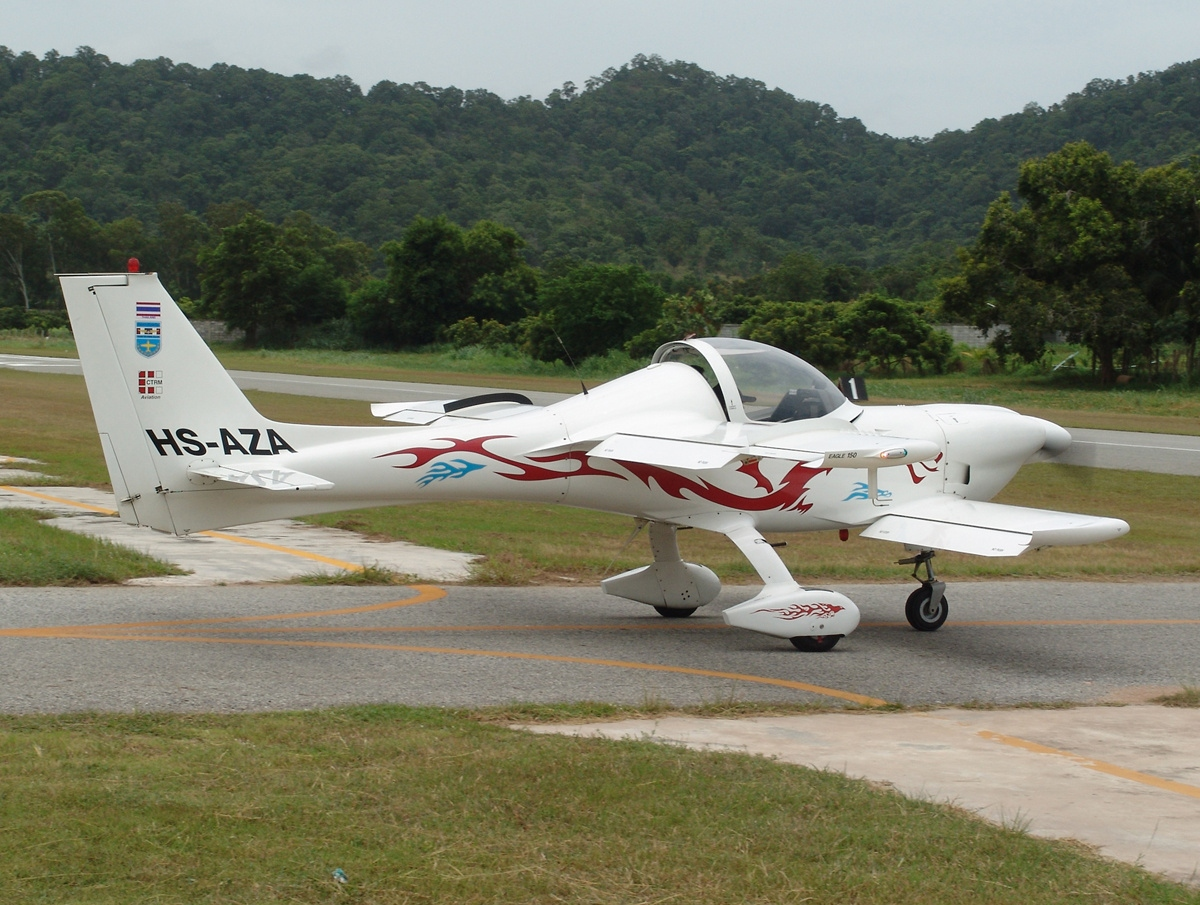
Eagle Aircraft Eagle 150B

| Kenngröße             | Daten (150B)                                                      |
| --------------------- | ----------------------------------------------------------------- |
| Besatzung             | 1                                                                 |
| Passagiere            | 2                                                                 |
| Länge                 | 6,45 m                                                            |
| Spannweite            | 7,16 m                                                            |
| Höhe                  | 2,31 m                                                            |
| Flügelfläche          | 5,2 m²                                                            |
| Leermasse             | 437 kg                                                            |
| max. Startmasse       | 650 kg                                                            |
| Reisegeschwindigkeit  | 213 km/h                                                          |
| Höchstgeschwindigkeit | 240 km/h                                                          |
| Dienstgipfelhöhe      | 4500 m                                                            |
| Reichweite            | 1000 km                                                           |
| Triebwerke            | 1 × 4-Zylinder-Boxermotor Continental Motors IO-240-B mit 93,2 kW |